# 83° westerlengte
83° westerlengte (ten opzichte van de nulmeridiaan) is een meridiaan of lengtegraad, onderdeel van een geografische positieaanduiding in bolcoördinaten. De lijn loopt vanaf de Noordpool naar de Noordelijke IJszee, Noord-Amerika, de Golf van Mexico, de Caraïbische Zee, Midden-Amerika, de Grote Oceaan, de Zuidelijke Oceaan en Antarctica en zo naar de Zuidpool.
De meridiaan op 83° westerlengte vormt een grootcirkel met de meridiaan op 97° oosterlengte. De meridiaanlijn beginnend bij de Noordpool en eindigend bij de Zuidpool gaat door de volgende landen, gebieden of zeeën. 
| Land, gebied of zee   | Nauwkeurigere gegevens                                                                                                |
| --------------------- | --- |
| Noordelijke IJszee    | |
| Canada                | Nunavut - Ellesmere Island, Devoneiland                                                                               |
| Parrykanaal           | |
| Canada                | Nunavut - Baffineiland                                                                                                |
| Fury and Hecla Strait | |
| Canada                | Nunavut - Melville-schiereiland, Winter Island en Southamptoneiland                                                   |
| Hudsonbaai            | |
| Canada                | Ontario |
| Huronmeer             | |
| Canada                | Ontario - Manitoulin                                                                                                  |
| Huronmeer             | |
| Verenigde Staten      | Michigan (meridiaan doorkruist Detroit)                                                                               |
| Canada                | Ontario (meridiaan doorkruist Windsor)                                                                                |
| Eriemeer              | |
| Verenigde Staten      | Ohio (meridiaan doorkruist Columbus), Kentucky, Virginia, Tennessee, North Carolina, South Carolina, Georgia, Florida |
| Golf van Mexico       | |
| Cuba                  | Artemisa |
| Caraïbische Zee       | |
| Cuba                  | Isla de la Juventud                                                                                                   |
| Caraïbische Zee       | (dwarst de Corn Islands)                                                                                              |
| Costa Rica            | Limón, Puntarenas |
| Panama                | Chiriquí |
| Costa Rica            | Puntarenas |
| Grote Oceaan          | |
| Zuidelijke Oceaan     | |
| Antarctica            | Antártica, onderdeel van de provincie Antártica Chilena geclaimd door Chili                                           |